# Šaľa
Šaľa (Hongaars: Vágsellye) is een Slowaakse gemeente in de regio Nitra, en maakt deel uit van het district Šaľa. Šaľa telt 24.506 inwoners.
De gemeente kende in het verleden een belangrijk Hongaars bevolkingsdeel. Ongeveer 40-50% van de bevolking was aan het begin van de 20ste eeuw Hongaars. In 1910 was zelfs de meerderheid van de bevolking Hongaarstalig als gevolg van de magyariseringspolitiek van de toenmalige regering. In 1920 werd de stad onderdeel van Tsjechoslowakije. In 1921 verklaarde nog maar een derde van de bevolking etnisch Hongaars te zijn. In 1938 kwam de gemeente weer in Hongaarse handen en tijdens de volkstelling van 1941 verklaarde 91% van de bevolking etnisch Hongaar te zijn. Tijdens de laatste volkstelling in 2011 waren er nog ruim 3300 Hongaren in de stad die 14% van de totale bevolking vormen.

## Geboren
- Jozef Jankech (1937), voetballer en voetbalcoach